# Моура, Ари
А́ри Мо́ура Вие́йра Фи́льо (порт.-браз. Ari Moura Vieira Filho; род. 31 июля 1996, Куараи, Риу-Гранди-ду-Сул) — бразильский футболист, полузащитник клуба «Металлист 1925».

## Биография
Футболом начал заниматься в 2012 году в «Росарио». Взрослую футбольную карьеру начал в 2016 году в «Веранополисе». В 2017 году перешел в «Сан-Луис». 17 февраля 2019 года отличился своим первым голом в карьере, в победном (2:1) матче против «Атлетико Тобарао». В футболке «Сан-Луиса» выиграл Серию B Лиги Гаушу. В том же году перешел в «Марсилио Диас», выступавший во втором дивизионе чемпионата штата. В 2018 году перебрался в «Толедо», а затем подписал контракт с «Метрополитано», с которым выиграл Серию B Лиги Катариненсе.
Благодаря удачной игре в «Метрополитано» в апреле 2019 года отправился в аренду в «Конфьянсу», выступавшую в третьем дивизионе чемпионата Бразилии. В январе 2020 года его отправили в аренду в «Бразил де Пелотас», выступавший в Серии B.
В январе 2020 года отдан в аренду «Шапекоэнсе» для выступлений в Серии B. В июне 2020 года «Шапекоэнсе» подтвердил уход Ари Моуры из клуба, вновь отданного в аренду «Конфьянсе» для выступлений в Серии В 2020 году.
В феврале 2021 года полузащитника отдали в аренду «Пайсанду». После того, как он был замечен на вечеринке во время пандемии COVID-19, клуб договорился с нападающим соглашение о расторжении контракта.
21 июня 2021 отдан в аренду представителю высшего дивизиона чемпионата Израиля «Бней Сахнин». Дебютировал за новую команду 3 августа в проигранном (2:3) поединке Кубка Тото против «Хапоэля» (Хайфа). Отыграл полный сезон за клуб, 14 июня 2022 года был отдан в аренду представителю первого дивизиона «Секция Нес-Циона». Отличился первым голом за «Секцию» 22 октября, выйдя на замену в победном (1:0) матче против «Хапоэля».
В начале июля 2023 отправился на просмотр в «Металлист 1925», по результатам которого клуб оформил годовое арендное соглашение с правом выкупа.